# Staroboleslavská brána
Staroboleslavská brána je pozůstatek původního opevnění města Stará Boleslav. Vznikla ve druhé polovině 14. století (před rokem 1378) při obnově městského opevnění z iniciativy císaře Karla IV. První fortifikace přitom v Boleslavi vznikla už v 10. století. Hranolová dvoupatrová věž je zakončena jehlancovou střechou. Upravena byla v 17. století. Ve věži se nachází expozice věnovaná archeologii ve Staré Boleslavi (přístupná o víkendech).